# Bibury Animation Studios
Bibury Animation Studios G.K. (合同会社バイブリーアニメーションスタジオ, Gōdō gaisha Baiburī Animēshon Sutajio) est un studio d'animation japonais fondé le 1er mai 2017 à Mitaka, Tokyo.

## Histoire
Le studio d'animation est fondé le 1er mai 2017 par Motoki Tanaka (ja) sous son pseudonyme Tensho. Il est nommé d'après le village de Bibury en Angleterre. Pendant ses deux premières années, le studio a travaillé en tant que studio de sous-traitance, notamment pour les animations intermédiaires et secondaires.
Le studio est créé à l'origine pour produire sa première œuvre majeure, Grisaia: Phantom Trigger the Animation, réalisé par Tensho, qui a réalisé les précédents opus de la franchise Grisaia chez 8-Bit ; financé entièrement par le développeur et éditeur du jeu d'origine Frontwing (en), les deux premiers épisodes du projet sortent au cinéma en 2019. Au cours de la même année, sa première série télévisée, Azur Lane, est également diffusée pour la première fois ; la série rencontre toutefois des problèmes de production qui conduit à un report des épisodes 11 et 12 pour mars 2020.

## Productions

### Séries télévisées
| Année   | Titre                                            | Réalisateur(s)  | Dates de 1re diffusion | Dates de 1re diffusion | Nb. éps. | Remarques                                                                           | Réf(s) |
| Année   | Titre                                            | Réalisateur(s)  | Début                  | Fin                    | Nb. éps. | Remarques                                                                           | Réf(s) |
| ------- | ------------------------------------------------ | --------------- | ---------------------- | ---------------------- | -------- | ----------------------------------------------------------------------------------- | ------ |
| 2019    | Azur Lane                                        | Tensho          | 3 octobre 2019         | 20 mars 2020           | 12       | Basée sur le jeu vidéo développé par Shanghai Manjuu et Xiamen Yongshi.             | [ 7 ]  |
| 2021    | The Quintessential Quintuplets ∬                 | Kaori           | 8 janvier 2021         | 26 mars 2021           | 12       | Suite de The Quintessential Quintuplets.                                            | ,      |
| 2022    | Black Rock Shooter: Dawn Fall                    | Tensho          | 3 avril 2022           | 19 juin 2022           | 12       | Série basée sur les personnages crées par Huke. Coproduit avec Bibury Animation CG. | ,      |
| 2022    | Prima Doll                                       | Tensho          | juillet 2022           | 24 septembre 2022      | 12       | Série basée sur le projet multimédia de Key.                                        | ,      |
| 2023    | Magical Destroyers                               | Hiroshi Ikehata | 8 avril 2023           | 24 juin 2023           | 12       | Projet original par Jun Inagawa.                                                    | ,      |
| 2023    | Les 100 petites amies qui t'aiiiment à en mourir | Hikaru Sato     | 8 octobre 2023         | À venir                | À venir  | Basée sur le manga du même titre.                                                   | [ 16 ] |
| 2025    | Witch Watch                                      | Hiroshi Ikehata | 6 avril 2025           | À venir                | À venir  | Basée sur le manga du même titre.                                                   | [ 17 ] |
| À venir | Grisaia: Phantom Trigger the Animation           | À venir         | À venir                | À venir                | À venir  | Basée sur le jeu vidéo développé par Frontwing (en).                                | [ 18 ] |

### Films
| Année | Titre                                            | Réalisateur(s)   | Date(s) de sortie | Remarques                                         | Réf(s) |
| ----- | ------------------------------------------------ | ---------------- | ----------------- | ------------------------------------------------- | ------ |
| 2019  | Grisaia: Phantom Trigger The Animation           | Tensho           | 15 mars 2019      | Suite de Le Eden de la Grisaia.                   | [ 4 ]  |
| 2020  | Grisaia: Phantom Trigger The Animation Stargazer | Kousuke Murayama | 27 novembre 2020  | Suite de Grisaia : Phantom Trigger The Animation. | [ 19 ] |
| 2022  | The Quintessential Quintuplets the Movie         | Masato Jinbo     | 20 mai 2022       | Suite de The Quintessential Quintuplets ∬.        | [ 20 ] |